# Вија Тренто (Милано)
Вија Тренто је насеље у Италији у округу Милано, региону Ломбардија.
Према процени из 2011. у насељу је живело 19 становника. Насеље се налази на надморској висини од 161 м.